# Liberté d'expression commerciale
En droit constitutionnel, la liberté d'expression commerciale est la règle voulant que les sociétés constituées en personnes morales ont, en tant que personnes au sens de la loi, le droit de s'exprimer librement de manière comparable à la liberté d'expression accordée aux personnes physiques. Bien que plusieurs pays reconnaissent la liberté d'expression commerciale et la personnalité morale des sociétés en tant que telles, la portée exacte de ce droit est souvent sujet à controverse, notamment lorsque les juges constitutionnels sont appelés à effectuer la délicate mise en balance des droits des sociétés avec les droits des citoyens ou avec des règles d'ordre public.

## Droit par système juridique

### Canada
Dans l'arrêt Ford c. Québec (Procureur général), la Cour suprême du Canada a invalidé certaines parties de la Charte de la langue française au nom de la liberté d'expression énoncée la Charte des droits et libertés de la personne du Québec. La Charte québécoise affirme implicitement la liberté d'expression commerciale car certaines dispositions énoncant des libertés commencent par « tout être humain », tandis que la disposition sur la liberté d'expression commence par « toute personne », ce qui acccorde de manière implicite la liberté d'expressions aux personnes morales. Néanmoins, sur le plan politique, l'arrêt Ford fut controversé car la décision d'invalider des parties de la loi protégeant le français au nom du droit d'entreprises anglophones de publier des documents en anglais uniquement s'inscrivait en faux contre la volonté souvent affirmée du gouvernement québécois de faire la promotion de la langue française.
Les arrêts Irwin Toy Ltd. c. Québec (Procureur général)  et Devine c. Québec (Procureur général) concernant également la liberté d'expression commerciale. Dans Irwin Toy, la Cour a conclu qu'une loi québécoise qui limitait la publicité destinée aux enfants violait l'article 2b) de la Charte canadienne des droits et libertés mais pouvait être justifiée en vertu de l'article 1 de la Charte. Dans l'arrêt Devine, la Cour suprême a conclu que l'imposition de règles d'affichage unilingue en français viole la liberté d'expression de la Charte canadienne et de la Charte québécoise et qu'aux termes de la mise en balance de l'article premier de la Charte, la violation ne peut se justifier, mais que « L'exigence relative à l'usage concurrent ou prédominant est justifié ». Dans l'arrêt Montréal (Ville) c. 2952-1366 Québec Inc., la Cour suprême du Canada a jugé que « l’interdiction d’émettre un bruit amplifié sur les voies publiques restreint la liberté d’expression parce qu’elle a pour effet de limiter une expression qui favorise des valeurs comme l’enrichissement et l’épanouissement personnels » mais que la restriction est justifiée en vertu de l'article premier de la Charte.

### États-Unis
Aux États-Unis, la liberté d'expression commerciale (anglais ːcommercial free speech ou commercial speech) est affirmée notamment en matière de droit électoral. L'arrêt Citizens United v. Federal Election Commission a entraîné l'invalidation de l'essentiel des restrictions contenues dans la législation fédérale américaine limitant les dépenses électorales au nom du premier amendement de la Constitution des États-Unis, entraînant des débats quant à l'intérêt de modifier la Constitution des États-Unis pour limiter le pouvoir de dépenses des entreprises lors d'élections.

### Union européenne
La Cour européenne des droits de l'homme a estimé à plusieurs reprises depuis les années 1980 que le discours commercial était protégé par l'article 10 de la Convention européenne des droits de l'homme (CEDH), mais il n'existe pas d'équivalent à la doctrine du discours commercial dans le droit américain.